# Арнштайнова, Францишка
Франци́шка Арнштайно́ва (пол. Franciszka Arnsztajnowa; 12 февраля 1865, Люблин, Российская империя — август 1942, лагерь смерти Треблинка, Польша) — польская поэтесса и переводчица еврейского происхождения младопольского периода. Одна из основателей Люблинского союза литераторов. Сестра французского философа Эмиля Мейерсона.

## Биография
Францишка Арнштайнова родилась 12 февраля 1865 года в Люблине в семье банкира-еврея, председателя Люблинского кредитного общества Бернарда (Берки) Мейерсона и писательницы Мальвины (Малки) Мейерсон. Францишка Арнштайнова была правнучкой люблинского раввина Азриэла Горовица. После окончания женской гимназии в Люблине она обучалась естествознанию в Берлине. После возвращения Францищка Арнштайнова вместе со своим мужем занималась благотворительной и общественной деятельностью.
В 1934 году обосновалась в Варшаве. В том же 1934 году Арнштайнову постигло несчастье — умер её сын Ян Арнштайн, а год спустя её невестка покончила жизнь самоубийством.
Точная дата смерти Францишки Арнштайновой не известна, предположительно она умерла в лагере смерти Треблинка в августе 1942 года.

## Творчество
Первое стихотворение Францишка Арнштайнова опубликовала в 1888 году, а в 1895 издала свой первый поэтический сборник «Poezje» в люблинском «Kurier Codzienny». Позднее сотрудничала с Юзефом Чеховичем, с которым основала Люблинский союз литераторов.
Свои сочинения Францишка Арнштайнова публиковала в периодических изданиях «Życie», «Kurier Polski», «Kurier Warszawski», «Kłosy», «Tygodnik Ilustrowany», «Głos», «Sfinks» и «Ateneum».
Занималась переводами на польский язык произведений Редьярда Киплинга, Герберта Уэллса и Уильяма Моэма.

## Сочинения
- сборник «Poezje» (1985);
- сборник «Poezje» (1899);
- сборник «Archanioł jutra» (1924);
- сборник «Odloty» (1932);
- сборник «Stare kamienie» (1934) (совместно с Юзефом Чеховичем).

## Память
- В Люблине на доме № 2 по улице Злота находится мемориальная табличка в память о Францишке Арнштайновой. В этом доме она проживала с 1899 по 1934 год.